# National Wheelchair Basketball Association Hall of Fame
Pour les articles homonymes, voir Hall of Fame.
Le National Wheelchair Basketball Association Hall of Fame    honore les hommes et les femmes ayant contribué au basket-ball en fauteuil roulant aux États-Unis. Le Hall of Fame est créé en 1973 pour le 25e anniversaire de la National Wheelchair Basketball Association (NWBA). Il répond à la tradition anglo-saxonne du Hall of Fame dans le domaine du basket-ball en fauteuil roulant et honore les plus grands joueurs, joueuses, équipes, entraîneurs, arbitres, dirigeants et personnalités de ce sport.

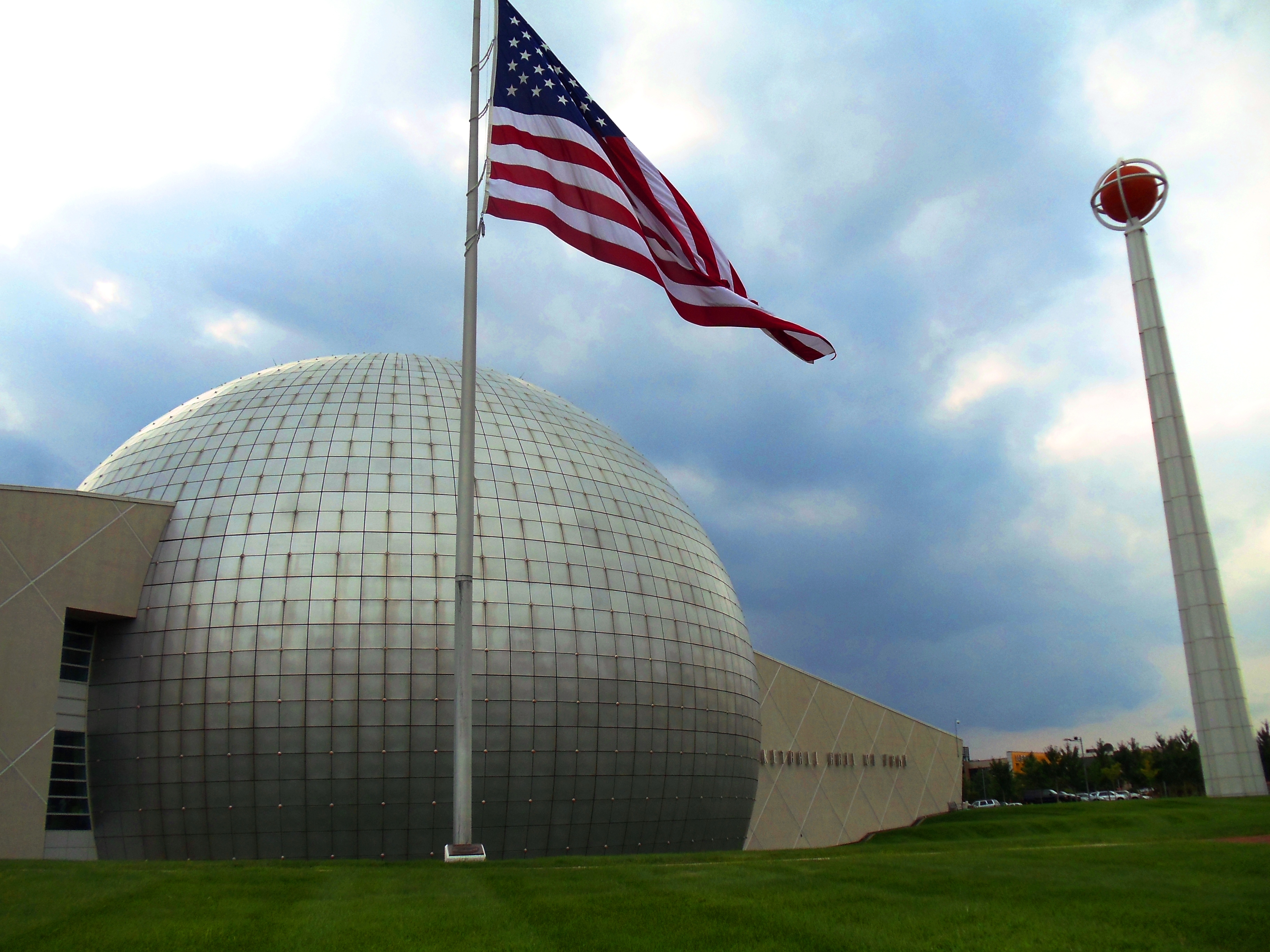
Le bâtiment du NWBA Hall of Fame est adjacent au Naismith Memorial Basketball Hall of Fame à Springfield.

## Historique
En 1973, le NWBA Hall of Fame intronise ses premiers membres. Ceci pour leur contribution exceptionnelle au basketball en fauteuil roulant. Parmi eux, un groupe d'anciens vétérans américains de la Seconde Guerre mondiale qui depuis 1946 ont joué au basketball en fauteuil roulant dans les hôpitaux militaires, fondant ainsi le National PVA Championship.
Durant plus de 37 ans, le NWBA Hall of Fame est situé dans les bureaux de la National Wheelchair Basketball Association à New York. Grâce aux efforts de l'ancien commissaire de la NWBA  Stan Labanowich et de l'ancien joueur Saul Welger, le Naismith Memorial Basketball Hall of Fame abrite depuis 2010, le NWBA  Hall of Fame à Springfield dans le Massachusetts.

## Accès au NWBA Hall of Fame
Pour être admis au Hall of Fame, un athlète doit avoir joué plus de 5 saisons dans la National Wheelchair Basketball Association (NWBA). L'athlète doit avoir démontré une supériorité reconnue de ses habiletés sportives et avoir été membre d'une équipe de championnat NWBA ou de l'équipe nationale américaine. 
Les entraîneurs, arbitres et autres contributeurs sont également éligibles sous diverses conditions. Entre autres ils doivent avoir servi un minimum de douze années pour la cause du basket-ball en fauteuil roulant.
Les nominations doivent être soumises au Hall of Fame avant le 15 janvier de chaque année. Une étude pour chaque candidat est faite par un comité et présentée au Conseil d'administration du Hall of Fame pour son acceptation finale. Par la suite, le NWBA Hall of Fame attribue une plaque gravée portant le nom de l'individu lors du banquet annuel du Championnat national NWBA.
En 1994, la première femme fut admise au NWBA Hall of Fame : c'est Sharon Hedrick, ancienne joueuse du University of Illinois Fighting Illini et ancienne membre de l'équipe nationale américaine.

## Membres du NWBA Hall of Fame
Promotion 1973
- Jack Gerhardt,  fondateur des Paralyzed Veterans of America (National PVA Championship) et ancien joueur du Jersey Wheelers, ancien président NWBA
- William Johnson,  ancien membre des Paralyzed Veterans of America (National PVA Championship), ancien joueur des Long Beach Flying Wheels et Pan Am Jets, ancien Commissaire NWBA
- Robert Miller, ancien membre des Paralyzed Veterans of America (National PVA Championship) et ancien joueur du Kansas City Rolling Pioneers
- Tim Nugent, ancien entraineur-chef du Illinois Gizz Kids, fondateur de la NWBA et ancien commissaire NWBA
- Alonzo Wilkins, fondateur de l'Eastern Paralyzed Veterans Association, ancien membre des Paralyzed Veterans of America (National PVA Championship), ancien joueur du Bulova Watchmakers et ancien président de la Eastern Wheelchair Basketball Conference

Promotion 1974
- John Cheves, ancien joueur du Long Beach Flying Wheels
- Henry Clay, ancien joueur du Richmond Charioteers
- Benjamin H. Lipton, ancien joueur du	Bulova Watchmakers
- Chris Markowski, ancien joueur du Detroit Sparks

Promotion 1975
- Carl Cash, ancien joueur du Richmond Charioteers et ancien Vice-président NWBA
- Russ Churchman, ancien joueur du Long Beach Flying Wheels
- Billy Clem, ancien joueur du 	Kansas City Rolling Pioneers
- Erle Gerard, ancien joueur du Long Beach Flying Wheels

Promotion 1976
- Dan DeDeo, ancien arbitre des Conférences Eastern, Pacific Coast et Southern California
- Julius Jiacoppo, ancien joueur des Pan American Jets, Jersey Wheelers et Brooklyn Whirlaways
- Saul Welger, ancien joueur des Pan American Jets et Brooklyn Whirlaways, ancien Vice-président NWBA et Trésorier NWBA
- Floyd Wilkins, ancien joueur des Nashville Wheelcats et Music City Wheelers

Promotion 1977
- George Conn, ancien joueur du Chicago Sidewinders et ancien Président NWBA
- Al Slootsky, ancien joueur du Jersey Wheelers

Promotion 1978
- C. Ben Graham, ancien joueur du Illinois Gizz Kids
- Fritz Krauth, ancien joueur du Orange County Bears et ancien Vice-président et Président NWBA
- Harry A. Schweikert Jr., administrateur Eastern Conference et ancien Président NWBA

Promotion 1979
- Bernie Hengber, ancien joueur du Brooklyn Whirlaways
- Charlie Tardalo, ancien joueur du Brooklyn Whirlaways
- Danny Vaccaro ancien joueur du Brooklyn Whirlaways

Promotion 1980
- Ted McLean, administrateur de la Eastern Conference

Promotion 1981
- Pete Acca, ancien joueur des Brooklyn Whirlaways, Pan America Jets et Hofstra Rolling Dutchmen
- Junius Kellogg, ancien joueur des Brooklyn Whirlaways et Pan America Jets, ancien Vice-président NWBA
- Percy Mabee, ancien joueur des Brooklyn Whirlaways, Pan America Jets et Jersey Wheelers

Promotion 1982
- Jack Chase, ancien joueur des Illinois Gizz Kids, Long Beach Flying Wheels, et Garden Grove Bears
- Claude Shumway, arbitre dans les conférences	Midwest et Great Plains Conference
- Ron Stein, ancien joueur des Illinois Gizz Kids et St. Louis Flyers

Promotion 1983
- Loral 'Bud' Rumple, ancien joueur des Indianapolis Olympians et Detroit Sparks
- Al Youakim, ancien joueur des Jersey Wheelers

Promotion 1984
- Jack Graff, ancien joueur des Brooklyn Whirlaways
- Bill Mathis, ancien joueur des Cleveland Comets

Promotion 1985
- Bill Fairbanks, ancien joueur des Garden Grove Bears et Cypress Chariots, ancien Vice-président NWBA
- Jim Greenblatt, ancien joueur des St. Louis Rolling Rams
- Don Swift, ancien joueur des Illinois Gizz Kids et Champaign-Urbana Black Knights, ancien Secrétaire NWBA, ancien trésorier NWBA et ancien Président NWBA

Promotion 1986
- Seymour Bloom, ancien joueur des Bulova Watchmakers
- Roger Davis Sr. , ancien joueur du Music City Lightning

Promotion 1987
- Henry Bowman, ancien arbitre dans la Midwest Conference
- Norman McGee, ancien joueur des Music City Wheelers et Nashville Wheelcats, ancien Vice-président NWBA
- Ed Owen, ancien joueur des Indianapolis Olympians, Illinois Gizz Kids, Champaign-Urbana Black Knights, Long Beach Flying Wheels, Orange County Low Riders, Richmond Rimriders et Fresno Red Rollers

Promotion 1988
- Marvin Lapicola, ancien joueur des Illinois Gizz Kids et Chicago Sidewiders
- John Noisette, entraineur -chef des Philadelphia Paranaut, du	Temple University et des Bordentown Elks
- George Veenstra, ancien joueur des Illinois Gizz Kids, Champaign/Urbana Black Knights et Springfield Spoke Jockeys

Promotion 1989
- Cliff Crase,  ancien membre des Paralyzed Veterans of America (National PVA Championship) et fondateur du Magazine Sports 'n Spokes
- Dean Nosker, ancien joueur des Illinois Gizz Kids, Champaign-Urbana Black Knights et St. Louis Rollings Rams

Promotion 1990
- Billy Kennedy, ancien joueur des Queens Chairoteers, Bulova Watchmakers, Brooklyn Whirlaways et Pan America Jets

Promotion 1991
- Curt Beamer, photographe sportif dans NWBA et National PVA Championship
- Denver Branum, ancien joueur du Detroit Sparks
- Walter Petro, ancien joueur du St. Louis Rolling Rams

Promotion 1992
- Tom Brown, ancien joueur des Illinois Gizz Kids, Champaign Urbana Black Knights, Baltimore Ravens, Richmond Rebels et San Antonio Spurs
- Zack Hickman, ancien joueur des Nashville Wheelcats et Music City Wheelers
- Gil Ortiz, ancien joueur des Long Beach Flying Wheels

Promotion 1993
- Vince Caputo, ancien joueur des Illinois Gizz Kids et Chicago Sidewinders
- Bill Dombroski, ancien organisateur sportif des Connecticut Spokebenders et ancient trésorier NWBA
- Stan Labanowich, ancien entraineur-chef des Illinois Gizz Kids et University of Kentucky Wheel Kats
- Armand 'Tip' Thiboutot, ancien joueur des Boston Mustangs, Canton Bulldogs et Connecticut Spokebenders

Promotion 1994
- Willie Buchanan, ancien joueur du Music City Lighting
- Sharon Hedrick, ancienne joueuse du University of Illinois Fighting Illini
- Patrick Killeen, ancien joueur des Richmond Rebels et Richmond Rimriders
- Dick Maduro, ancien joueur du Florida Wheels

Promotion 1995
- Gary Odorowski, ancien joueur du Detroit Sparks
- Ralph Smith,organisateur sportif et ancien Vice-président NWBAt
- Don Vandello, ancien joueur des Chicago Sidewinders et Chicago Bulls

Promotion 1996
- William H. McCormack, ancien joueur des Nashville Wheelcats et Music City Panthers
- Ariel Roman, ancien joueur des NJ Blue Devils et Brooklyn Whirlaways

Promotion 1997
- Larry Eaks, ancien joueur du Long Beach Flying Wheels
- Phil Ramsey, ancien joueur des Long Beach Flying Wheels et Pan Am Jets
- Robert D. 'Bob' Rynearson, pionnier du National PVA Championship et entraineur-chef du Long Beach Flying Wheels

Promotion 1998
- Jack Hagans, ancien joueur du	Indianapolis Cross-Road Olympians
- Maurice 'Mo' Philips, ancien joueur du Detroit Sparks
- Robert 'Bob' Wright, ancien arbitre dans la	Referee Midwest Conference

Promotion 1999
- Wally Frostm, ancien joueur du Long Beach Flying Wheels
- Susan Hagel, ancienne joueuse du University of Illinois Ms. Kids et du Minnesota Rolling Timberwolves
- Bruce Kar, ancien joueur du Chicago Sidewinders

Promotion 2000
- Curtis Bell, ancien joueur des Indianapolis Olympians, Indianapolis Mustangs, Santa Ana Raiders et Casa Colina Condors
- David Kiley, ancien joueur du Casa Colina Condors
- Anthony Mucci, ancien joueur des Brooklyn Whirlaways et Pan Am Jets

Promotion 2001
- Deborah Dillon Lightfoot, ancienne joueuses des  University of Illinois, Bay Area Meteorites et Sacramento Goldrush
- Harry Vines, ancien entraineur-chef du Arkansas Rollin' Razorbacks

Promotion 2002
- Karen Casper-Robeson, ancienne joueuse du Minnesota Timberwolves et Vice Présidente  NWBA et responsable du Women's Division Commissioner
- Bill Duncan. ancien manager du Golden State Warriors
- Doug Keaton, ancien joueur du Kansas City Rolling Pioneers
- Joseph Luceri, ancien joueur du Brooklyn Whirlaways
- Greg Seymourian, ancien joueur du New England Clippers
- Darryl Waller, ancien joueur des Westland Detroit Sparks, Detroit Wheel Pistons, Music City Lightning et Dallas Mavericks

Promotion 2003
- Angelo Nicosia, ancien joueur des Bronx Rollers et EPVA Chargers
- Darlene Quinlan, ancienne joueuse du Detroit Sparks
- Lew Shaver,  ancien entraineur-chef du Southwest State University et arbitre dans la Central Intercollegiate Conference

Promotion 2004
- Albert Campos, ancien joueur du Casa Colina Condors
- Rich Diecker,  ancien joueur des Springfield Spoke Jockeys et Dallas Mavericks
- Joseph Sutika, ancien joueur du Detroit Sparks
- Robert J. Szyman, entraineur-chef et fondateur du NWBA Youth Division

Promotion 2005
- Frank Brasile, ancien entraineur-chef
- Paul Camitsch, ancien arbitre dans la North Central Wheelchair Basketball Conference.
- Brad Hedrick, organisateur sportif du University of Illinois Fighting Illini
- Stan Kosloski, ancien joueur du Connecticut Spokebenders
- Jim Miller, ancien joueur du Casa Colina Condors
- Deb Sunderman, ancienne joueuse du Minnesota Rolling Gophers/Timberwolves

Promotion 2006
- Wyman Davis, ancien joueur du Detroit-Westland Sparks
- Ken Medeiros, ancien joueur du Boston Mustangs-NEPVA Celtics
- John Mulhernm ancien arbitre dans la Eastern Conference
- Daniel Sullivan, ancien joueur du Philadelphia Spokesmen

Promotion 2007
- Susie Grimes, ancienne joueuse du Western Grizzlies et ancienne présidente de la NWBA Women's Division
- Paul Jackson, ancien entraineur-chef du Golden State Road Warriors
- Reg McClellan, organisateur sportif du Canadian Wheelchair Basketball Association et de l'International Wheelchair Basketball Federation
- Jim Olson, ancien entraineur-chef du Twin Cities Rolling Gophers

Promotion 2008
- Gary Blosser, organisateur sportif
- Dick Bryant, ancien joueur des Carolina Tarwheels et Music City Lightning
- Frank Burnsm organisdateur sportif et ancien entraineur-chef
- Tim Kazee, ancien joueur du Arkansas Rollin' Razorbacks
- Olivia Reyes, ancienne joueuses du Southern California Sunrise
- Mike Schlappi,organisateur sportif du Utah Wheelin' Jazz team

Promotion 2009
- Timothy J. Nugent, administrateur et premier commissaire de l'histoire de la NWBA
- Stan Labanowich, organisateur sportif et ancien entraineur-chef
- Robert Rynearson, organisateur sportif et pioncer du National PVA Championship

Promotion 2010
- Pan Fontaine, ancienne joueuse du New Jersey Blue Devils (elle jouait dans  une équipe masculine NWBA)
- Tony Lewis,  ancien joueur du Bulova Watchmakers et ancien entraineur-chef
- Joe Manni, ancien joueur du New Jersey Blue Devils, du Charlotte Hornets et du Philadelphia 76ers
- Randy Snow, ancien joueur du University of Texas High Rollers
- Leroy Ransom, ancien entraineur-chef des Los Angeles Stars
- Tim Stout, organisateur sportif de plusieurs clubs NWDA